# Persoz-hardheid
Persoz-hardheid is een waarde die gebruikt wordt om materialen voor oppervlaktebehandeling, voornamelijk verf, in kwaliteiten in te delen. Deze waarde wordt gevonden met gebruikmaking van een Persoz-slinger. De slingeras van de Persoz-slinger heeft kogelvormige uiteinden, die rusten op het te beproeven materiaal. 
De slingerhardheidstest is gebaseerd op het gegeven dat de amplitude van de slinger sneller afneemt op een zachter oppervlak, omdat de uiteinden van de slingeras meer weerstand ondervinden naarmate het materiaal waar ze op rusten zachter is. De hardheid van een materiaal wordt gevonden door de tijd te meten waarbinnen de uitslag van de slinger afneemt van de aanvangsamplitude van de test, 12 graden, tot de eindamplitude van 4 graden. De begin- en einduitslag worden bepaald door een nauwkeurig geplaatste fotosensor.
De tijd in seconden is de dimensie van het resultaat.
De definities van de test werden door Bernard Persoz vastgelegd in 1948. De Perzos-slingermeetmethode is bijna gelijk aan de König-methode. De Persoz-methode is preciezer, maar door de grotere aanvangsamplitude heeft de Persoz-slinger de neiging om weg te glijden op zeer harde oppervlakken. De Persoz-test is daarom het meest geschikt voor de wat zachtere oppervlakken, voor de hardste materialen wordt meestal gekozen voor de König-methode, die de tijdsduur van 6 naar 3 graden meet.